# The Hard Times of RJ Berger

The Hard Times of RJ Berger (En español: Los tiempos difíciles de RJ Berger) es una serie cómica de televisión estadounidense creada por David Katzenberg y Seth Grahame-Smith para MTV. El protagonista de la serie es RJ Berger (Paul Iacono), un estudiante impopular de segundo año de la Escuela Superior Pinkerton de Ohio. Berger tiene dos mejores amigos: Miles Jenner (Jareb Dauplaise), cuyas ambiciones son entrar en la popularidad junto con su amigo RJ, y Lily Miran (Kara Taitz), quien ha estado deseando a Berger durante varios años. Pero Berger está interesado en el amor de Jenny Swanson (Amber Lancaster), una chica muy popular, la más hermosa de todas que tiene una relación con Max Owens (Jayson Blair), el más guapo y popular de todo el colegio. La serie se presenta como una historia que viene de edad y ha sido descrito por Katzenberg y Grahame-Smith como una mezcla de la serie de televisión The Wonder Years y la película Superbad. El episodio piloto se estrenó el 6 de junio de 2010, y la primera temporada de 12 episodios llegó a la conclusión el 23 de agosto de 2010. MTV más tarde renovó la serie para una segunda temporada al aire en 2011, y en Latinoamérica se estrenó el 10 de octubre. La serie también ha sido emitida en España por MTV.

## Producción
The Hard Times of RJ Berger tiene su origen en un cortometraje con una premisa similar titulado The Tale of RJ, escrito y dirigido por David Katzenberg y producido por Seth Grahame-Smith. "The Tale of RJ" fue descrito por The New York Times como un homenaje al corto Boogie Nights. Grahame-Smith dijo que el corto fue sólo una tarjeta de llamada, para nosotros como equipo y de David como director, en concreto lo enviaron en torno a un montón de lugares, y MTV fue el primer lugar de saltar realmente en él y decir: Creemos que hay una serie aquí. Los ejecutivos de MTV estaban interesados en el desarrollo de series de televisión con guion de todo el tiempo Katzenberg y Grahame-Smith hicieron su cortometraje. En junio de 2009, MTV anunció varias series en desarrollo, entre ellas Hard Times Of RJ Berger. Fue descrita como "una media hora irreverente que viene con series de la edad" en el que los impopulares de quince años de edad salen a flote, RJ Berger se convierte en famoso cuando su "grandioso amigo" se revela a su escuela. Paul Iacono fue elegido como el personaje del título de mayo, con la revelación de "el pene gigante" de su personaje, Iacono, dijo, "el programa suena como una gran broma del pene, pero pienso que el show fue escrito con elegancia".

## Continuidad
La serie fue cancelada tras 2 temporadas debido al bajo rating hacia el final de la segunda temporada.

## Personajes Principales
- Paul Iacono como RJ Berger: Ocupa el lugar del personaje principal. Un nerd de segundo grado, de 15 años de edad socialmente torpe en la escuela secundaria. Es tímido, cínico, crédulo y, en general maltratado por sus compañeros. Está enamorado de Jenny Swanson desde la primera vez que la vio, pero ha sido demasiado tímido para proclamar su amor por ella y tiene miedo de contraer una paliza de su novio, Max. Se esfuerza en ser el centro de atención cuando lucha contra las fuerzas de varios jugadores a ser expulsado del juego. El entrenador le dice a RJ que, para mantener el partido, debe entrar a jugar para no ser despedidos por un default. RJ se pone un uniforme que es demasiado grande para él. Cuando tirá el balón y se pierde, sus pantalones caen, seguido de sus calzoncillos y así muestra su pene gigante a toda la escuela. Él se convierte en famoso y tratado casi como un dios por sus compañeros de clase. Afirmó que su don es una maldición, porque cuando Natsumi Taniko, una chica japonesa que estaba de tutoría en Inglés, comenzó a darle sexo oral se atragantó y casi se muere. Sin embargo, decide empezar una vida social y participar en más actividades después de clases y su objetivo final de ganar el amor de Jenny. En el final de la temporada, había logrado su objetivo. En la segunda temporada termina con Jenny porque se enamoró de su tutora luego de una discusión con ella se reconciliaron pero descubrió que había embarazado a Lily

- Jareb Dauplaise como Miles Jenner: Amigo de RJ, un amigo gordo, vulgar y loco por el sexo. Está obsesionado con llegar a ser popular y de apuntarse con las chicas. A menudo tiene una cámara de vídeo con él. Cuando se descubre el secreto de RJ, que constantemente anima a RJ para usarlo a ser popular por lo que puede llegar a ser muy populares. Constantemente insulta la apariencia física de Lily. Sufrió una serie de pérdidas tempranas en la vida, incluyendo la muerte de su madre y el "suicidio" de su gato. También tiene un hermano mayor llamado Chet, un ex-marine loco.

- Kara Taitz como Lily Miran: Una chica socialmente torpe y enloquecida por el sexo que tiene sentimientos lujuriosos hacia RJ y constantemente lo persigue. A pesar de que RJ no devuelve sus sentimientos, ella espera algún día que si lo haga. Es víctima de un atropello por parte de un autobús escolar. Y al término de la segunda temporada en el capítulo final ella llega y dice que esta "en cinta" y que es de Berger.

- Amber Lancaster como Jenny Swanson: El interés amoroso de RJ. Una bella animadora, la más popular y con los pies en la tierra. A pesar de que es muy popular y querida, no es en absoluto una diva y es bastante dulce. Más tarde RJ se convierte en su tutor. Ella le da su dirección de correo electrónico y conversa con él. Queda impresionada de RJ después de que él se pone de pie contra su novio,  Max Owens. En el final de la temporada Jenny y RJ comparten un beso antes de que se vaya al hospital con Lily.

- Jayson Blair como Max Owens: El más guapo y popular atleta de la escuela es arrogante, egoísta y desagradable que se traslada desde Canadá en cuarto grado. Constantemente matón para RJ y trata de humillarlo a toda costa. Es el novio de Jenny y es muy celoso con ella. Él sabe que a RJ le gusta Jenny y hará con ella cualquier cosa, justo en frente de RJ, sólo para molestarlo. En el final de temporada está a punto de luchar con RJ por besar a Jenny, realmente Max está enamorado de Jenny pero al ver que no quería tener sexo, la deja, y se hace novio de Robin Pretnar, la mejor amiga de Jenny, solo para que tenga celos y rabia, Robin accedió a tener sexo con Max la primera vez que salieron, Max se lo cuenta a Jenny para que regrese con él, pero Jenny ya no lo quiere, a pesar de que Max sólo usa a Robin para sacarle celos a Jenny. En la segunda temporada se revela su homosexualidad (o Bisexualidad), luego de que RJ lo viera desnudo besando a un chico en las duchas del colegio

- Beth Littleford y Larry Poindexter como Suzanne y Rick Berger: Los padres de RJ. No son capaces de entender a su hijo y, a veces le avergonzaría incluso cuando tratan de hacerlo sentir mejor. También se presentan como sexualmente aventureros.

- Ciena Rae como Robin Pretnar: La mejor amiga de Jenny Swanson y compañeras animadoras . Ella tiene un interés de Miles a pesar de que lo desprecia y prefiere no reconocer su existencia. Sin embargo, cuando Miles extendió el rumor de que tocó sus pechos lo reta a una pelea y le dio una paliza. Fue a la fiesta formal de invierno con Max y se desconoce si ella y Jenny siguen siendo amigas, Robin en realidad le tiene mucha envidia a Jenny, ya que ella es más hermosa y popular, Jenny estaba con Max, el chico de la cual ella está enamorada, Robin y Max iban a ser novios pero Jenny "se lo quitó" ahora Robin planea su venganza a pesar de que Jenny la quiere y confía mucho en ella.

- Marlon Young como Jeriba Sinclair: Es el entrenador de los Pinkerton High's Basketball y profesor de gimnasia. También es consejero de orientación de RJ, a pesar de que es muy sarcástico y tiene falta de apoyo le da consejos cuestionables a RJ.

- Noureen DeWulf como Claire Sengupta: La ex de RJ, y también su nuevo amor. Una adolescente de india que creció en el Reino Unido. Ella tiene mucho en común con RJ ya que ambos son fanáticos de Excaliboar y de los nerds. Claire también es más sobresaliente y testaruda que RJ y no tiene miedo de ponerse de pie por sí misma. Después de RJ le dijo a algunas personas que ella lo había masturbado, ella se sintió herida e inmediatamente dejó a RJ y nunca fue vista desde entonces.

- Adam Cagley como Kevin Stern: Estudiante perdedor con exceso de peso, que es insolente, nerd, y un conocido de RJ. Él tiene que utilizar una silla mecánica para moverse. También es miembro del Club Modelo de las Naciones Unidas. Muere en el comienzo de la segunda temporada debido a que se estrelló contra una tienda de rosquillas. También se revela que fue adoptado por una familia negra.

## Personajes Secundarios
- Lori Alan como Linda Robbins
- Kristopher Higgins como Mario
- JC Gonzalez como Dancer with dagger
- Justin Cone como Guillermo
- Salar Ghajar como Trent
- Jim Hanna como Bill Robbin
- John Colton como Mister Levy
- Albert Kuo como Asian Kid

## Recibimiento

### La respuesta crítica
Brian Lowry, de la revista Variety, escribió que más allá del concepto vulgar, el espectáculo es otra cosa , un muy alto nivel del cuento con la escuela, y agregó que por suerte para MTV el carácter derivado de la serie se perderá el un público objetivo apenas en pañales durante la ejecución inicial de 'Aquellos maravillosos años'.

### Clasificaciones
El episodio piloto de The Hard Times of RJ Berger se estrenó en MTV después de los MTV Movie Awards del 6 de junio de 2010. El debut generado 2,6 millones de espectadores, lo que lo convierte lo más visto de MTV lanzado para edades de 12 a 34.

## Información del DVD
La primera temporada de The Hard Times of RJ Berger fue lanzada en DVD a través de Amazon.com el 23 de agosto de 2010.
| Temporada | Episodios | Originalmente se     | Originalmente se     | DVD Fecha de Lanzamiento | DVD Fecha de Lanzamiento | DVD Fecha de Lanzamiento |
| Temporada | Episodios | Estreno de Temporada | Final de Temporada   | Región 1                 | Región 2                 | Región 4                 |
| --------- | --------- | -------------------- | -------------------- | ------------------------ | ------------------------ | ------------------------ |
| 1         | 12        | 6 de junio de 2010   | 23 de agosto de 2010 | 23 de agosto de 2010     | —                        | —                        |
| 2         | 12        | 24 de marzo de 2011  | 30 de mayo de 2011   | —                        | —                        | —                        |